# Churcheria baroni
Churcheria baroni és una espècie extinta de mamífer rosegador de la família dels isquiròmids que visqué a Nord-amèrica durant l'Eocè, fa entre 37 i 39,7 milions d'anys. Se n'han trobat restes fòssils a la formació dels monts Cypress, a la província canadenca de Saskatchewan. Es tracta de l'única espècie del gènere Churcheria.